# Aubencheul-au-Bac
Aubencheul-au-Bac település Franciaországban, Nord megyében. Lakosainak száma 535 fő (2022. január 1.). Aubencheul-au-Bac Aubigny-au-Bac, Épinoy, Oisy-le-Verger és Fressies községekkel határos.

## Népesség
A település népességének változása:
| Lakosok száma | 487  | 503  | 535  | 535  | 541  | 546  | 544  | 538  | 535  |
|               | 2013 | 2015 | 2016 | 2017 | 2018 | 2019 | 2020 | 2021 | 2022 |